# Friedrich August Grotefend
Friedrich August Grotefend (Ilfeld, 12 dicembre 1798 – Gottinga, 28 febbraio 1836) è stato un filologo classico, latinista e grammatico tedesco.

## Biografia
Grotefend era un parente di Georg Friedrich Grotefend, che decifrò la scrittura cuneiforme.
Studiò teologia e filologia classica presso l'Università di Gottinga, e successivamente fu insegnante presso il Pädagogium di Ilfeld (dal 1821). Nel 1831 fu nominato direttore del Ginnasio di Gottinga. Nel 1835 ottenne una cattedra presso l'Università di Gottinga, tuttavia morì dopo un anno, il 28 febbraio 1836.
Il suo lavoro fu in gran parte nel campo della grammatica latina, essendo particolarmente interessato alla sua relativa sintassi.

## Opere
- Grundzüge einer neuen Satztheorie auf die Theorie des Herrn Prof. Herling. Hannover (1827).
- Ausführliche Grammatik der lateinischen Sprache. 2 vols. Hannover (1829–30).
- Lateinische Schulgrammatik. 2 vols. Hannover (1842).

| Controllo di autorità | VIAF (EN) 54911508 · ISNI (EN) 0000 0000 5535 1992 · CERL cnp01082368 · GND (DE) 116874619 |